# Jagdgeschwader 138
Das Jagdgeschwader 138 war ein Verband der Luftwaffe der Wehrmacht vor dem Zweiten Weltkrieg.

## Geschichte
Die I. Gruppe des Jagdgeschwaders 138 bildete sich am 1. April 1938, nach der Anschluss Österreichs an das Deutsche Reich, in Wien-Aspern. (Lage) In der 1. und 2. Staffel befanden sich überwiegend Personal und Material der ehemaligen österreichischen Luftstreitkräfte, während die 3. Staffel vom Jagdgeschwader 135 kam. Ein Geschwaderstab oder weitere Gruppen existierten nicht. Das Geschwader war anfangs mit der Fiat CR.32 und der Heinkel He 51, später mit der Messerschmitt Bf 109D ausgestattet.
Am 1. November 1938 firmierte die I. Gruppe in die I. Gruppe des Jagdgeschwaders 134 um. Damit hatte das Geschwader aufgehört zu bestehen.

## Gruppenkommandeure
I. Gruppe
- Hauptmann Wilfried von Müller-Rienzburg, 1. April 1938 bis 1. November 1938[3]

## Bekannte Geschwaderangehörige
- Anton Mader (1913–1984), war ein Brigadier des österreichischen Bundesheeres